# Rhythmbox
Rhythmbox ( ˈrɪðmˈbɔks, укр. Ритм-коробка) —  вільний аудіопрогравач і каталогізатор для графічного середовища GNOME. Призначений для зручного прослуховування музики, впорядкування музичної колекції, синхронізації з MP3-плеєром, користування  подкастами тощо. Був створений за зразком популярного плеєра  корпорації Apple iTunes. Розробляється в межах проекту GNOME і поставляється разом із ним. Для виводу звуку використовує фреймворк GStreamer і, таким чином, здатний програвати всі поширені  аудіоформати.

## Можливості

### Програвання музики
Rhythmbox використовує  кодеки та можливості  фреймворка GStreamer для програвання аудіофайлів. Підтримує потокову музику інтернет-радіо і  подкастів. Інтегрований з популярними музичними сайтами last.fm [Архівовано 3 грудня 2020 у Wayback Machine.], magnatune.com [Архівовано 5 грудня 2020 у Wayback Machine.] і jamendo.com [Архівовано 5 січня 2006 у Wayback Machine.]. Читає аудіо CD диски.

### Управління музикою
Rhythmbox добре пристосований для створення власної збірки музичних творів. З імпортованих файлів можна створити, як класичний плейлист, так і список, що автоматично поновлюється. Також є кілька видів «кмітливих» списків, наприклад список недавно програних файлів. Наявні функції сортування і пошуку за вибраним параметром. Користувач може виставляти 5-бальний рейтинг окремим пісням, який потім викоритовується в  алгоритмі випадкового програвання, щоб частіше повторювати пісні з вищим рейтингом. Також є традиційні для програвачів функції перемішування і повторення.

### Робота із CD
Rhythmbox може не тільки читати, але й записувати CD і DVD диски з плейлистів. Крім того є функція копіювання через Sound Juicer і компресії через GStreamer.

### Синхронізація з пристроями
Програвач може синхронізовуватись з плеєром iPod по протоколу DAAP та з пристроями стандарту HAL. Підтримується протокол MTP (Media Transfer Protocol).

### Інтеграційні можливості
Rhythmbox, як стандартний аудіопрогравач  середовища GNOME, добре інтегрується в нього. Є функція згортання в трей. Існують зовнішні програми та  плагіни для інтеграції:
- Підтримка у Music Applet[1] для панелі GNOME.
- Плагін для Mozilla Firefox FoxyTunes[2] — керування програванням з вікна браузера.
- Плагін для XChat.[3]
- Плагін Pidgin-Rhythmbox[4] для автоматичної зміни статусу меседжера.
- Інші програми та плагіни.

### Інші можливості
- Підтримка стандарту Replay Gain.
- Візуалізація.
- Обкладинки  альбомів і тексти пісень, що можуть завантажуватись з Інтернету.
- Редагування мета-інформації (ID3 тощо).
- Консоль Python.